# تدرج أخضر
تدرج أخضر[بحاجة لمصدر] أو تَدْرُج مُخَضَّب (الاسم العلمي Phasianus versicolor)، المعروف أيضًا باسم التدرج الأخضر الياباني، طائر من فصيلة التدرجية. موطنه الأرخبيل الياباني.